# Priya Kapoor
Priya Gupta-Kapoor (apellido de soltera: Gupta), es un personaje ficticio de la serie de televisión australiana Neighbours, interpretada por la actriz Menik Gooneratne del 1 de septiembre del 2011, hasta el 12 de abril del 2013.

## Biografía
Priya aparece por primera vez cuando junto a su esposo Ajay vana celebrar su aniversario de bodas en el Lassiter y son interrimpodos por Toadfish Rebecchi, Priya se molesta y decide dejar a Ajay y a Toadie trabajando.
Poco después cuando Michael Williams, el director de la escuela Erinsboroguh High se enferma Priya se convierte en la directora interina. Cuando va a trabajar a Charlie's conoce a Paul Robinson quien nota que no está usando un anillo de bodas así que comienza a coquetear con ella y comienza a hablarle mal acerca de Ajay y el consejo, poco después Paul se entera de que Priya es la esposa de Ajay.
Más tarde el estudiante Noah Parkin se acerca a Priya y le dice que la estudiante a maestra Kate Ramsay lo besó, Pirya impactada por las acusaciones de Noah decide investigar, pero Noah se retracta y le dice qu einventó todo, sin embargo la hermana de Kate, Sophie Ramsay se acerca a Priya y le dice que la historia es verdad y Priya le dice a Kate que ha decidido llamar al Instituto de Enseñanza de Victoria y recomendar que Kate no siga dando clases. Pero cuando se entera de que Kate estaba en duelo por la muerte de su exnovio Mark Brennan cuando ocurrió el beso, decide encargarse de la situación en vez de llamar al Instituto.
Cuando conoce a Susan Kennedy tienen un mal comienzo sin embargo poco después se hacen amigas, poco después Priya obtiene el puesto de directora del Erinsborough High, durante su primer día de clases Priya hace cambios en la escuela y en las políticas, como hacer inspecciones del uniforme y prohíbe que los estudiantes llamen a sus maestros por su primer nombre. Más tarde Priya le dice a Lucas Fitzgerald que no puede darle la licencia que quiere ya que considera que la escuela es poco profesional, luego Priya le pide a Kate que regrese a dar clases a la escuela sin embargo ella la rechaza.
Poco después le permite a Andrew Robinson involucrar a algunos de los estudiantes de la escuela en el video musical de la nueva banda "Red Cotton", sin embargo cuando Priya va a ver como está yendo el video descubre que Sophie había destruido el baño y cuando le exige que se disculpe Sohie se niega pedir perdón por sus acciones y Priya decide expulsarla de la escuela. Poco después Sophie decide escribirle una carte de disculpa a Priya sin embargo esta no lee la carta y no le permite regresar a la escuela, sin embargo cuando Kate platica con Priya y le pide que no deje que su resentimiento por Paul afecte a Sophie, Priya decide leer la carta y permitirle regresar a la escuela.
Durante la recepción de la boda de Sonya y Toadie en marzo del 2013 ocurre una explosión y Priya queda atrapada luego de que unos escombros cayeran sobre ella, inmediatamente es llevada al hospital donde la llevan rápidamente a cirugía, sin embargo no mejora y el doctor Karl Kennedy les dice a Ajay y a Rani que Priya sufría de hipoxia cerebral y que no volvería a despertar, cuando Rani le dice que su madre está respirando Karl menciona que la máquina respira por ella y que no mejoraría, Ajay decide desconectar la máquina que la mantiene con vida, pero antes de que lo hagan Rani le pide disculpas a su madre por como se portó con ella los últimos meses, que la va a extrañar y que la ama, mientras que Ajay le pide disculpas por no haberla protegido,  que la amaba y le promete que cuidará de Rani, poco después los doctores la desconectan y Priya muere.